# تپه قلعه روستای بابا کرم
تپه قلعه روستای بابا کرم مربوط به دوران‌های تاریخی پس از اسلام است و در شهرستان بیجار، بخش چنگ الماس، روستای باباکرم واقع شده و این اثر در تاریخ ۱۰ دی ۱۳۸۱ با شمارهٔ ثبت ۶۸۰۰ به‌عنوان یکی از آثار ملی ایران به ثبت رسیده است.